# Guntakal
Guntakal là một thành phố và khu đô thị của quận Anantapur thuộc bang Andhra Pradesh, Ấn Độ.

## Địa lý
Guntakal có vị trí 15°10′B 77°23′Đ / 15,17°B 77,38°Đ Nó có độ cao trung bình là 432 mét (1417 feet).

## Nhân khẩu
Theo điều tra dân số năm 2001 của Ấn Độ, Guntakal có dân số 117.403 người. Phái nam chiếm 51% tổng số dân và phái nữ chiếm 49%. Guntakal có tỷ lệ 65% biết đọc biết viết, cao hơn tỷ lệ trung bình toàn quốc là 59,5%: tỷ lệ cho phái nam là 74%, và tỷ lệ cho phái nữ là 55%. Tại Guntakal, 11% dân số nhỏ hơn 6 tuổi.